# Streptocaulus pectiniferus
Streptocaulus pectiniferus is een hydroïdpoliep uit de familie Aglaopheniidae. De poliep komt uit het geslacht Streptocaulus. Streptocaulus pectiniferus werd in 1883 voor het eerst wetenschappelijk beschreven door Allman. 